# Imopuro
Imopuro is een bestuurslaag in het regentschap Metro van de provincie Lampung, Indonesië. Imopuro telt 6616 inwoners (volkstelling 2010).